# Valetudo (måne)
Valetudo, även känd som Jupiter LXII och ursprungligen känd som S/2016 J2, är en måne till Jupiter. Den upptäcktes av Scott S. Sheppard och hans team i data som når tillbaka till 2016, men tillkännagavs inte förrän den 17 juli 2018 via en Minor Planet Electronic Circular från Minor Planet Center, som också rapporterade om upptäckten av nio andra Jupiter-månar.

## Egenskaper
Valetudo har en diameter på ca 1 km och kretsar kring Jupiter på ett avstånd av ca 19 miljoner kilometer. Omloppsbanans lutning är 34 grader och dess excentricitet är 0,222. Den har en progressiv bana, men den korsar banor flera andra månar som har degressiv bana och kan i framtiden komma att kolliderar med någon av dem.

## Nomenklatur
Månen kallades tillfälligt S/2016 J2 tills den fick sitt namn 2018. Namnet Valetudo föreslogs för den, som en del av dess tillkännagivande, efter den romerska gudinnan för hälsa och hygien, Valetudo, en barnbarnsdotter till guden Jupiter och fastställdes av IAU:s arbetsgrupp för planetarisk nomenklatur den 3 oktober 2018.